# Лесников, Анатолий Егорович
Анатолий Егорович Лесников (17 августа 1945, Свердловск, РСФСР, СССР — 15 апреля 2016, Екатеринбург, Россия) — советский и российский кинооператор, оператор-постановщик. Заслуженный деятель искусств РФ (2008).

## Биография
Родился 17 августа 1945 года в городе Свердловск. В своих первых опытах на любительской киностудии Уралмаша был режиссёром, оператором.
На Свердловской киностудии снимал хронику и документальные фильмы. Поступив во ВГИК, был приглашён кинооператором-постановщиком на игровой фильм. Диплом защищал своим третьим художественным фильмом «Только вдвоем», режиссёр Г. Кузнецов (1976).
Творческое кредо Анатолия Лесникова — «изобразительный ряд фильма должен отвечать драматургии и замыслу режиссёра. Но это не значит, что кинооператор — это бездумный исполнитель чужой воли. Он должен быть соавтором — „режиссёром изображения“, ведь „пресное“, лишённое „воздуха“, изображение, отсутствие выразительных портретов героев способно загубить даже гениальный проект».
Писал картины.
Фильм «Первые на Луне» (реж. Алексей Федорченко), получил приз за лучший документальный фильм в программе «Горизонты» на Венецианском кинофестивале (2005), приз за лучший дебют и диплом Гильдии киноведов и кинокритиков на фестивале «Кинотавр» (2005), премию «Белый слон» за лучший фильм-дебют (2005).
В последние годы жизни вёл курс операторского мастерства в Российском государственном профессионально-педагогическом университете.
Умер 15 апреля 2016 года на 71 году жизни.

## Награды и достижения
- 2008 — Почётное звание Заслуженный деятель искусств РФ
- 1971 — «Мой Дагестан» (реж. К.Дерябин) Свердловская киностудия — Почётная грамота Совета Министров ДА ССР
- 1975 — «Клад» (реж. О.Воронцов) — Почётная грамота Татарского Обкома КПСС и Совета Министров ТАССР
- 1982 — «Демидовы» (реж. Я.Лапшин) 2 серии — специальный диплом жюри на ВКФ в г. Киеве
- 1983 — «Впереди-океан» (реж. В.Лаптев), 3 серии — Диплом лауреата Всесоюзного конкурса художественных фильмов, снятых на отечественных цветных киноплёнках
- 1987 — «Колька» (реж. Х.Эркенов), — Диплом МКФ в г. Оберхаузене
- 2005 — «Первые на луне» (реж. А.Федорченко):
- Приз «Венеция» в конкурсной программе «Горизонты» Венецианского кинофестиваля
- Номинация на соискание премии Российской киноакадемии «Золотой орел», 2005 г. «За лучшую работу оператора-постановщика»
- Премия Губернатора Свердловской области «За выдающиеся достижения в области литературы и искусства»
- Приз Российской Гильдии киноведов и кинокритиков на фестивале «Кинотавр», 2005 г.

## Фильмография
| Год  |   | Название                                   | Роль                 |
| ---- | - | ------------------------------------------ | -------------------- |
| 1970 | ф | Посвящение                                 | оператор             |
| 1971 | ф | Уральский характер                         | оператор             |
| 1971 | ф | Двести лет Пермскому театру оперы и балета | оператор             |
| 1971 | ф | Мой Дагестан                               | оператор             |
| 1973 | ф | Призвание-конструктор                      | оператор             |
| 1973 | ф | Вступление                                 | оператор             |
| 1977 | ф | Земля уральская                            | оператор             |
| 1977 | ф | Машина для глубокого фрезерования          | оператор             |
| 1995 | ф | Русский дом в Париже                       | оператор             |
| 1995 | ф | Боль и надежда села Кленовского            | оператор             |
| 2001 | ф | Волчанское чудо                            | оператор             |
| 2001 | ф | Язык птиц                                  | оператор             |
| 1974 | ф | Северный вариант                           | оператор постановщик |
| 1975 | ф | Клад                                       | оператор постановщик |
| 1976 | ф | Только вдвоем                              | оператор постановщик |
| 1978 | ф | И ты увидишь небо                          | оператор постановщик |
| 1978 | ф | Вещь чистого золота                        | оператор постановщик |
| 1979 | ф | Прости-прощай                              | оператор постановщик |
| 1980 | ф | Скандальное происшествие в Брикмилле       | оператор постановщик |
| 1981 | ф | Сын полка                                  | оператор постановщик |
| 1982 | ф | Демидовы (фильм)                           | оператор постановщик |
| 1983 | ф | Впереди - океан                            | оператор постановщик |
| 1986 | ф | Дуэт для солиста                           | оператор постановщик |
| 1985 | ф | Лиха беда начало                           | оператор постановщик |
| 1986 | ф | Убийца                                     | оператор постановщик |
| 1987 | ф | Залив счастья                              | оператор постановщик |
| 1988 | ф | Колька (фильм)                             | оператор постановщик |
| 1989 | ф | Перед рассветом (фильм, 1989)              | оператор постановщик |
| 1989 | ф | Шоколадный бунт»                           | оператор постановщик |
| 1990 | ф | Любовь по заказу                           | оператор постановщик |
| 1993 | ф | Уснувший пассажир                          | оператор постановщик |
| 2001 | ф | Сель (фильм)                               | оператор постановщик |
| 2004 | ф | Первые на Луне (фильм)                     | оператор постановщик |
| 2006 | ф | Крейк                                      | оператор постановщик |
| 2005 | ф | Долгое-долгое детство (фильм)              | оператор             |
| 2002 | ф | Седьмое лето Сюмбель                       | оператор             |
| 2000 | ф | Горное гнездо                              | оператор             |
| 2010 | ф | Ангелы                                     | оператор             |
| 2012 | ф | Золото                                     | оператор             |

## Оценки коллег
…  "Лесников был хороший художник, и поэтому у него изображение всегда было выстроено очень изящно. И свет, и прочее – все подчинялось художественному замыслу. У него была своя изобразительная стилистика – это было ярко и конкретно.— Юрий Дуринов, режиссер и оператор Свердловской киностудии
…  "Так случилось, что Анатолий Егорович выдал мне путевку в профессию мастера света. Потому что первая картина, в которой мы встретились - это "Скандальное происшествие в Брикмилле". Каким он был кинооператором – говорят его фильмы. Он уже родился с эти даром. Свидетельство тому его первый фильм, снятый еще в детстве – "Середина лета".— Владимир Бамбуров, мастер света
… "Фильм "Середина лета" Анатолий Лесников снял в возрасте 13-14 лет. Картина очень искренняя, лиричная. И сейчас фильм смотрится ностальгически. Один день пионерского лагеря. О стране, которой уже нет. Детях, которые стали давно взрослыми. И о самом операторе – он снимал ленту в то время, когда еще не знал, кем он будет – оператором или режиссером. Этот фильм и режиссерски сделан качественно. Очень много находок, и даже можно подумать, что там есть какие-то цитаты из фильмов Тарковского, Урусевского. Но на самом деле, на тот момент главные фильмы этих режиссеров даже еще не были сняты"..— Екатерина Лесникова